# Eois bifilata
Eois bifilata là một loài bướm đêm trong họ Geometridae.